# Prnjavor (Vitez, BiH)
Prnjavor je naseljeno mjesto u općini Vitez, Federacija Bosne i Hercegovine, BiH.

## Stanovništvo

### 1991.
Nacionalni sastav stanovništva 1991. godine, bio je sljedeći:
ukupno: 296
- Muslimani - 296

### 2013.
Nacionalni sastav stanovništva 2013. godine, bio je sljedeći:
ukupno: 287
- Bošnjaci - 286
- ostali, neopredijeljeni i nepoznato - 1